# Прайс, Юлиус
Юлиус Адольф Джеймс Прайс (нем. Julius Adolph англ. James Price; 12 июня 1833, Нижний Новгород — 24 января 1893, Вена) — австрийский артист балета и балетмейстер. Третье поколение балетной династии, сын Джеймса Прайса-младшего, внук Джеймса Прайса-старшего.
Родился во время российских гастролей своих родителей. После их возвращения в Копенгаген учился у Августа Бурнонвиля. В 1855 году вместе с Бурнонвилем и другой его ученицей, своей кузиной Джульеттой Прайс, перебрался в Вену, где и работал всю жизнь. Танцевал как солист в Венской придворной опере, затем работал как хореограф, поставив, в частности, балет Йозефа Хельмесбергера-младшего «Арлекин-электрик» (нем. Harlekin als Elektriker). С 1874 года преподавал в Венской консерватории.
Его дочь Роза Прайс (1891—1972) — вокальный педагог, замужем за скрипачом Максом Вайсгербером.